# Megalomys audreyae
Megalomys audreyae còn được biết đến là Chuột xạ Barbudan hay Chuột gạo Barbuda lớn là loài động vật gặm nhấm trong tông chuột gạo Oryzomyini đã tuyệt chủng, có nguồn tốc từ Barbuda ở Antilles. Chúng được mô tả trên cơ sở một hàm dưới với sự thiếu khuyết của răng hàm mặt đầu tiên và một răng cửa đơn lẻ, cả hai đều không chắc chắn nhưng nằm trong khoảng Đệ tứ niên, đó là một trong những thành viên nhỏ hơn của chi Megalomys. 

## Phân loại
Ít được biết về động vật này và xuất xứ và sự khác biệt của nó với loài "Ekbletomys hypenemus", một loài chuột gạo đã tuyệt chủng thậm chí còn xuất hiện ở Barbuda. Răng trong hàm dưới có chiều dài 8,7 mm ở phế nang, cả răng hàm thứ hai và thứ ba đều có một khoảng rộng giữa vỏ não ngoài của chúng. Các di chỉ duy nhất của Megalomys audreyae đã được mô tả trong tài liệu này là hai mẫu vật gốc mà Gregory tìm thấy. Khớp hàm, bị tổn thương nghiêm trọng và góc cạnh ở phía sau xương. Quá trình tạo hình của răng cửa dưới, một chút nâng xương hàm ở đầu sau của răng cửa. Các phế nang được bảo quản, những hiện diện của gốc răng.
Khi Clayton Ray mô tả "Ekbletomys hypenemus" trên cơ sở các khối xương phong phú từ cả hai nơi Barbuda và Antigua, ông cẩn thận phân biệt nó với loài Megalomys audreyae đã biến đến, loài chuột nhắt duy nhất được ghi nhận lại từ những hòn đảo này. Megalomys audreyae nhỏ hơn nhiều so với "Ekbletomys" ví dụ 72 mẫu vật có chiều dài của phế nang của các răng hàm dưới thấp từ 10,3 đến 12,6 mm (trung bình 11,6 mm, độ lệch chuẩn 0,49 mm, so với 8,7 mm đối với Megalomys audreyae).
Ngoài ra, các mẫu hình chữ V và hẹp thứ ba hẹp của Megalomys referreyae tương phản với các mẫu hẹp, song song và hàm lớn thứ ba của "Ekbletomys", từ đó thuyết phục Ray rằng Megalomys audreyae và "Ekbletomys" không chỉ là những loài khác biệt mà còn không có mối quan hệ gần gũi. Thay vào đó, ông đề xuất rằng sự kết hợp giữa kích thước lớn, sự xuất hiện ở Antilles và sự giống nhau về hình thái phân tử cho thấy mối quan hệ giữa Megalomys audreyae và các loài Megalomys khác, và ông gợi ý rằng kích thước tương tự Megalomys curazensis từ Curaçao, có thể liên quan chặt chẽ nhất đến Megalomys audreyae.